# 国民中学
国民中学（こくみんちゅうがく）は、台湾における義務教育の一部である。12歳から15歳までの学齢児童とし、3年間の義務教育である。日本統治時代の台湾総督府が実施した「直轄学校官制」政策が最初であり、1941年の国民学校を経て、1968年の義務教育9年制施行に伴い国民中学（国中）に改称された。

## 歴史
日本統治以前は、台湾の教育体系は確立されてはいなかった。台湾の教育はオランダ統治時代の1636年5月26日、オランダ人が読み書きを教える新港社を創立したことがはじめである。最初は布教を目的とした宗教教育を行うことが目的であった。1661年に鄭成功が東インド会社を台湾から駆逐し、台南市に鄭氏政権を成立する。陳永華は承天府を設置する。いわゆる「台南孔子廟」である。当時、孔子廟は台湾の最高学府であった。1683年に施琅が台湾を占領すると第一所義学が成立し、1704年に第一所書院を設立。
1896年に台湾総督府は「台湾総督府直轄学校官制」を発令し、国語学校、国語伝習所を策定した。国語学校は1898年に「国語学校第四附属増設中等科」により最初の中学校を創設し、のちに台北市立建国高級中学の前身となる。
日本政府は初期的中等教育を行うため日本人学生と何人かの台湾人学生をともに学ばせた。1907年、台湾総督府は「台湾総督府中学校官制」と「台湾総督府中学校規則」を発布し正式に中学校は成立したが、台湾人の初等教育の継続については保留し続けた。1915年に日本と台湾の合意により台湾の上流階級の子弟が通う台湾公立台中中学校（現国立台中第一高級中学）を創立する。女性教育においても1897年に国語学校第一附属学校女子分教場（現台北市立中山女子高級中学）がはじめて設立された。1919年には最初の女学校として単独で師範科、技芸科等の学科が設置された。但即使日台学生都有各自的学校，教育年限和教材也差別。例如台中中学校的修業年限只有4年，比其它日本学校都少了一年。台湾の中学教育は「新台湾教育令」が発布後は、普及し始めた。1922年主任文官総督の田健治郎は「台湾教育令」を発布し、「日台共学」を提唱する。統一した教育年限と教材、台湾学生への教育の機会増やすなどした。加えて、「台湾中学校規則」と「台湾公立高等女学校規則」により台湾の中学校は大幅に増加した。1941年には台湾総督府は第三次台湾教育令を発布し、小学校と中学校を統一した国民学校とした。